# Імеркські стоянки
Імеркські стоянки — археологічні пам'ятки новокам'яної, мідної й бронзової доби у озера Імерка Зубово-Полянського району Мордовії.

## Дслідження
Відомо понад 10 стоянок. Вперше відкриті М. Ф. Жиганов у 1957 році. Решту стоянок дослідили В. Н. Шітов (1974 рік), В. П. Третьяков та А. А. Виборнов (1979—1986 роки), В. В. Ставицький (1993—1994 роки), А. І. Королев (1994 рік).

## Знахідки
Розкопки виявили залишки жител, велику кількість кам'яних знарядь та черепків кераміки.

## Новокам'яна доба
До новокам'яної доби відноситься кераміка з накольчастим, гребінчастим та ямково-гребінчастим орнаментом.

## Енеоліт
За енеоліту — кераміка волосівської та імеркської культури.
Виявлені найдавніші у Мордовії сліди використання металу: мідні краплі й глиняні тиглі.
Унікальна верхня частина культового жезла, що був виготовлений з рогу лося.

## Бронзова доба
На деяких стоянках виявлені шари бронзової доби з керамікою балановської та чирківсько-сеймінської культури.